# 双喜街道
双喜街道是中华人民共和国湖北省荆门市掇刀区下辖的一个街道办事处。

## 行政区划
双喜街道下辖以下村级行政区划单位：
关坡社区、龙山脊社区和汉通楚天城社区。

## 交通
- 焦柳铁路：荆门南站